# یواس‌اس درایتون (دی‌دی-۳۶۶)
یواس‌اس درایتون (دی‌دی-۳۶۶) (به انگلیسی: USS Drayton (DD-366)) یک کشتی بود که طول آن ۱۰۴٫۰۴ متر (۳۴۱٫۳ فوت) بود. این کشتی در سال ۱۹۳۶ ساخته شد.